# 胡氏 (天啓帝の侍女)
胡氏（こし、? - 1623年12月22日）は、明の天啓帝の側女。

## 経歴
後宮に入り、宮女となった。天啓帝の手がついたが、位号はなかった。魏忠賢と不和であった。天啓3年（1623年）11月1日、天啓帝が息子の朱慈焴（皇貴妃范氏との子）の誕生のため宮外の祭壇で祭祀を執り行っていた時、魏忠賢は胡氏を殺害した。魏忠賢の行為を天啓帝も黙認した。
『明史 』巻244に記されている楊漣の「魏忠賢弾劾文」では、胡氏が「貴人」と呼ばれている。

## 伝記資料
- 『明熹宗実録』
- 『明史』楊漣伝